# Rouge Brésil (téléfilm)
Cet article concerne le téléfilm. Pour le roman, voir Rouge Brésil.
Pour plus de détails, voir Fiche technique et Distribution.
Rouge Brésil est un téléfilm historique d'aventures franco-portugais-brésilien réalisé par Sylvain Archambault, diffusé sur France 2 en deux parties : les 22 et 23 janvier 2013. Il est adapté du roman éponyme de Jean-Christophe Rufin, récompensé du prix Goncourt en 2001.

## Résumé

### Épisode 1
En 1555, Just et Colombe Clamorgan, deux jeunes Français, décident de partir pour l'Amérique du Sud rechercher leur père qu'ils pensent y trouver. Ils sont embauchés comme truchements (traducteurs) dans une expédition coloniale ayant pour but de fonder la France antarctique (avec la construction de Fort Coligny dans la baie de Guanabara), menée par l'amiral de Villegagnon secondé par le capitaine Gonzagues, un homme violent et d'une discipline rigoriste. Les femmes n'étant pas bienvenues dans les expéditions, Colombe doit se déguiser en garçon et prendre comme prénom Colin.
Les Français venus pour installer une colonie en terre portugaise au nom du roi Henri II se trouvent rapidement confrontés aux populations indigènes, certaines restées traditionnelles et cannibales, d'autres soumises au malfrat portugais Da Silva. Colombe est capturée par des indiens, mais réussit à se lier d'amitié avec eux au sein d'une tribu dirigée par le vieux Français Pay Lo qui a fait sa vie parmi eux. Villegagnon élabore des plans pour construire un fort en pierres, mais faute de moyens humains, est amené à négocier avec Da Silva le prêt d'esclaves indiens, contrairement aux principes dictés par son humanisme, sa foi religieuse et un certain respect envers les populations locales.

### Épisode 2
Malgré les difficultés, Villegagnon poursuit son objectif de bâtir une colonie française régie par l'humanisme. Pour pouvoir rivaliser avec la puissance de Da Silva, il demande des renforts au roi de France et à Jean Calvin. Villegagnon, qui s'est pris d'amitié pour Just, le fils de son ancien compagnon d'arme, le forme à la chevalerie. Colombe, cachée dans la tribu de Pay Lo, s'adapte avec plaisir au mode de vie des indigènes. L'arrivée des colons envoyés par Jean Calvin, accompagnés de leurs femmes, avive les tensions religieuses, tandis que Da Silva prépare l'anéantissement de la colonie.

## Fiche technique
- Réalisation : Sylvain Archambault
- Scénario : Daniel Tonachella, Tom Richardson, Christian Duguay[2] d'après Rouge Brésil (2001) de Jean-Christophe Rufin
- Musique : Gustavo Santaolalla
- Durée : 180 min
- Pays :  France,  Portugal,  Brésil
- Dates de diffusion :
  - le 22 janvier 2013 sur France 2 (première partie)
  - le 23 janvier 2013 sur France 2 (seconde partie)
- Budget : 8 millions d'euros[3]

## Distribution
- Stellan Skarsgård (VF : Patrick Raynal) : Nicolas Durand de Villegagnon, vice-amiral de Bretagne
- Sagamore Stévenin : capitaine Gonzague, le second de Villegagnon
- Théo Frilet : Just Clamorgan
- Juliette Lamboley : Colombe Clamorgan (ou Colin), la sœur de Just
- Joaquim de Almeida : João da Silva, le capitaine portugais
- Olivier Chantreau : Martin Delacroix
- Didier Flamand : le Père Thevet
- Vlasta Vrana (en) (VF : Alain Floret) : Pierre Richer, le pasteur protestant
- Liane Balaban (VF : Rachel Arditi) : Aude, la nièce de Richer
- Giselle Motta (pt) (VF : Ingrid Donnadieu) : Paraguaçu, la jeune femme indienne
- Agnès Soral : Eléonore Rouen
- Pietro Mário Bogianchini (pt) (VF : Richard Leblond) : Pay Lo/Old Sea Do, le vieux français chef des indiens
- Bruno Wolkowitch : le capitaine Des Granges
- Miguelito Acosta : Guerrier indien